# Janek Sirrs
Janek Sirrs (20 de outubro de 1965) é um especialista em efeitos visuais estadunidense. Venceu o Oscar de melhores efeitos visuais na edição de 2000 por Matrix, ao lado de John Gaeta, Steve Courtley e Jon Thum.